# Batalha dos Mares Estreitos
A Batalha dos Mares Estreitos, também conhecida como Batalha das Areias de Goodwin ou Batalha do Estreito de Dover foi um confronto naval que ocorreu entre 3 e 4 de outubro de 1602, durante a Guerra Anglo-Espanhola sendo também parte da Revolta Holandesa. Uma frota inglesa comandada por Sir Robert Mansell interceptou e atacou seis galés espanholas sob o comando de Federico Spinola, no Estreito de Dover. A batalha foi travada inicialmente na costa da Inglaterra e finalmente na Holanda Espanhola. Os ingleses logo se juntaram a uma frota holandesa comandada por Jan Adriaanszoon Cant, que completaram a destruição.

## Antecedentes

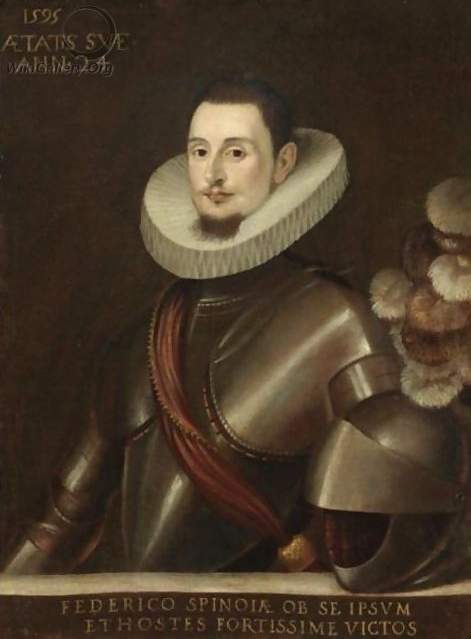
Federico Spinola

Federico Spinola, irmão mais novo de Ambrogio Spinola, distinguiu-se muito como soldado do Exército de Flandres e, em 1599, viajou com sucesso através do Canal da Mancha passando pelo Estreito de Dover sem ser molestado. Isso levou medo aos ingleses, chamado de armada invisível, pois encorajou suspeitas de que a tentativa poderia ser renovada em maior escala. Estimulado por esta conquista, em 1602, ele ofereceu a Filipe III, ao Duque de Lerma e a Martín de Padilla, 1º Conde de Santa Gadea, uma perspectiva de uma invasão massiva da Inglaterra por galés, a partir de Flandres. No entanto, o conselho lhe concedeu apenas oito galés, fornecidas às custas de Spinola. Ele estava em sua rota de Sanlúcar de Barrameda para Lisboa, mas foi derrotado por Sir Richard Leveson na Batalha da Baía de Sesimbra, o que lhe custou duas galés.
Após esta derrota, Spinola levou as seis galeras restantes de volta a Lisboa e encheu os seus navios com baús de pagamento para Flandres. Durante a navegação para Flandres capturou um navio mercante inglês, que deixou em Corunha. Em Santander, ele contratou mais 400 soldados para completar o Terço de 1.600 homens. Na Inglaterra, espalhou-se a notícia de que Spinola estava a caminho na tentativa de controlar novamente o Canal da Mancha. O rumo das seis galés era para Sluis. Robert Cecil, 1º conde de Salisbury, estava bem informado de sua abordagem, já quando chegaram a Blavet, na Bretanha, no início de outubro. A Rainha Isabel I decidiu agir, nomeando Sir Robert Mansell para se juntar a uma frota das províncias Unidas antes de Dunquerque e Sluis, para ver o que poderiam fazer para impedi-los de atingir seu objetivo. Enquanto isso, os Estados da Holanda e da Frísia Ocidental enviaram uma flotilha de nove navios, sob o comando do vice-almirante Jacob van Duyvenvoorde para interceptar Spinola, mas quando essa força chegou perto da Espanha, Spinola já havia escapou para o norte. Van Duyvenvoorde, lidando com um surto de varíola pelo qual ele próprio foi afetado, enviou quatro de seus navios de volta ao norte sob o comando de Jan Adriaanszoon Cant, conhecido pelos ingleses como Jan van Cant.

## Engajamento
Mansell, com três navios (o Hope de 30 canhões junto com o Victory de 42 canhões e o Answer), partiu e patrulhou perto do cabo Dungeness. O capitão da bandeira de Mansell apresentou a estratégia de como enfrentar Spinola. Ele previu que Spinola tentaria navegar perto da costa inglesa. Seguindo esse palpite, Mansell colocou cada navio a uma boa distância dos demais, usando flyboats para estabelecer um bom sistema de comunicação entre eles e a frota holandesa na costa flamenga. No dia 3, Mansell logo foi acompanhado por dois flyboats holandeses, o Samson e o Moon, para melhorar a comunicação. Agora Spinola estava efetivamente navegando para uma armadilha.

### Ação com os ingleses

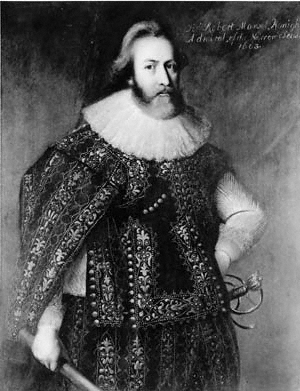
Sir Robert Mansell

Ao luar de 3 de outubro, pouco antes da meia-noite, Mansell estava à procura das galés de Spinola, que logo foram avistadas. Mansell ordenou um ataque e, fora do cabo Dungeness, Moon, Samson e Answer atacaram os navios espanhóis. Spinola, vendo isso , decidiu virar suas galés para o sudeste, na direção da costa de Flandres, mas ao fazer isso o navio líder, o San Felipe, correu direto para o Victory e o Hope, forçando as galés inadvertidamente mais a leste.
As fontes divergem sobre o que aconteceu quando as galés espanholas foram atacadas pelos navios ingleses: o lado inglês afirmou que o San Felipe foi quase subjugado pelos canhões do Victory e que só conseguiu escapar quando as outras galés vieram em apoio, atraindo o fogo do Victory e do Hope. Em contraste, os espanhóis alegaram que as galeras de Spinola conseguiram passar quase ilesas entre os navios ingleses, remando com força total. Mansell decidiu inflingir o máximo de danos possíveis. Ao invés de se concentrar em uma galé, ele ordenou que seus artilheiros disparassem contra qualquer coisa que vissem ao luar e, como resultado, ele acreditou que os danos foram infligidos à maioria das galés. Vários escravos das galés saltaram dos navios danificados para o mar e alguns até chegaram à costa, onde foram capturados e interrogados no Castelo de Dover. No momento em que ambas as frotas alcançaram Goodwin Sands, as galés espanholas começaram a recuar em desespero para a costa flamenga. Um vendaval soprava forte do oeste, o que favorecia os navios ingleses que os perseguiam e logo o tiroteio foi um sinal para os holandeses atacarem.

### Holandeses se juntam ao ataque

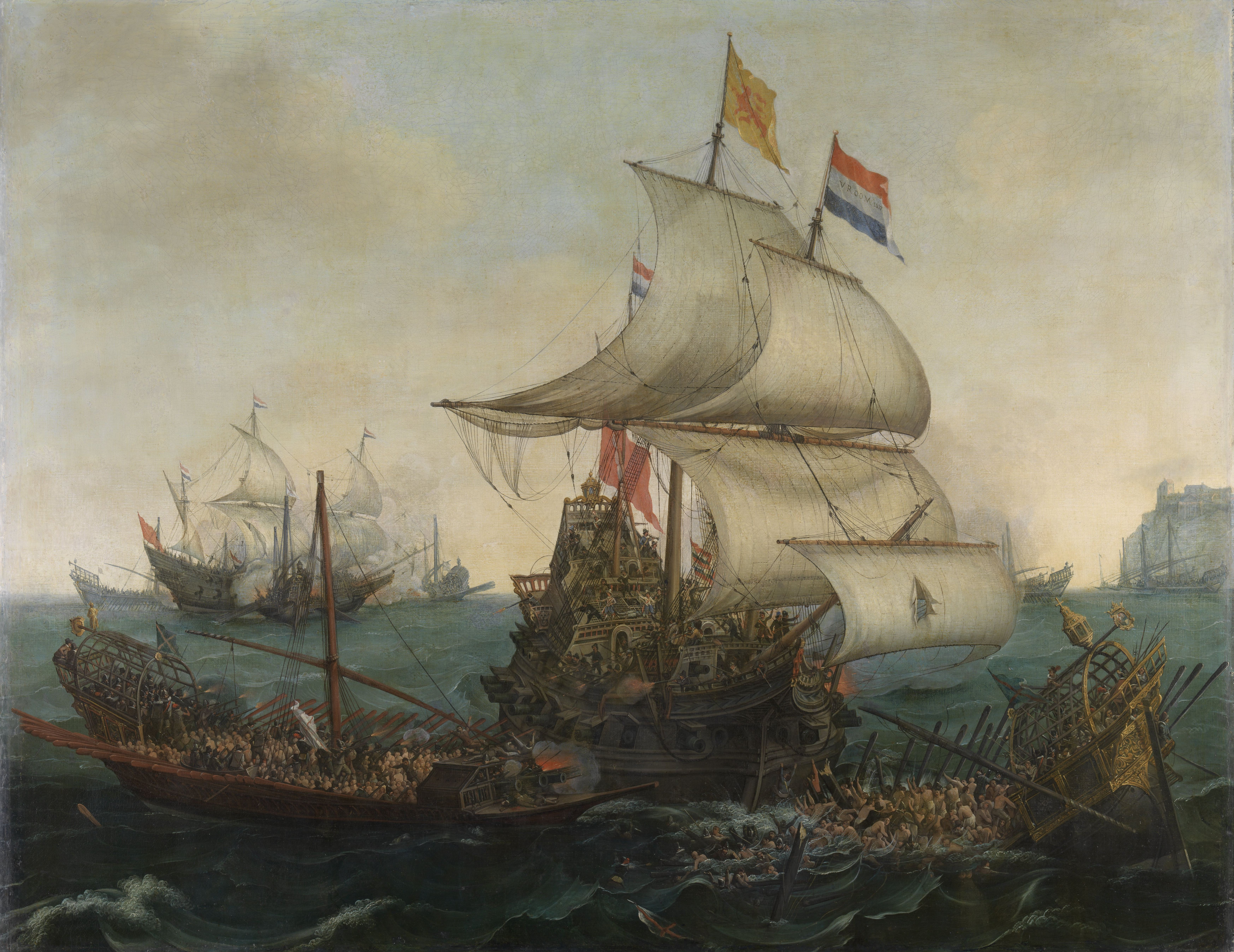
Navios holandeses atacando galés espanholas na costa flamenga em outubro de 1602, porHendrick Cornelisz Vroom

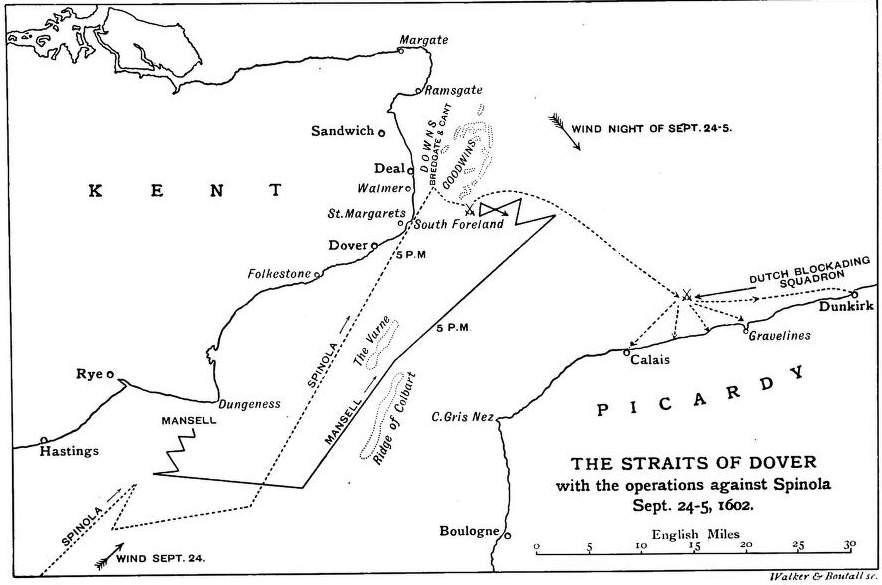
Mapa da batalha

A ação continuou através dos Mares Estreitos em direção a Dunquerque, Nieuwpoort, Gravelines e Sluis. O almirante holandês Jan Cant em breve isolou os espanhóis e os ingleses esperaram do lado de fora do ancoradouro flamengo, para o caso de alguém tentar escapar para outro lugar. O navio Makreel, das Províncias Unidas, apareceu e atacou o já danificado San Felipe, lançando um ataque lateral. Afastando-se deste agressor, a galé encontrou-se perto do Halve Maene, do vice-almirante Cant. Ela tentou escapar permanecendo imóvel na escuridão, mas isso teve resultados desastrosos. O Halve Maene avançou direto para a galé e atingiu-a no meio do navio, arrancando seu mastro principal e sua popa. Enquanto se livrava com dificuldade dos destroços, o Halve Maene enviou uma tremenda saraivada de tiros de canhão direto na linha d'água. Outro navio das Províncias Unidas avançou para concluir a obra. O San Felipe afundou rapidamente, levando consigo todos os escravos da galé, marinheiros e soldados.
O Lucera, tentando a mesma tática evasiva, foi a próxima galé atacada. Uma galeota holandesa, que navegava a todo vapor, conseguiu abalroá-lo. A galé foi atingida entre o mastro principal e a popa, com um golpe que levou embora o próprio gurupés do agressor, mas em troca demoliu completamente a popa da galé. O Vice-Almirante Cant apareceu mais uma vez no Halve Maene e finalizou a destruição do Lucera batendo e destruindo sua cozinha. Enquanto isso, o Victory e duas outras galeotas holandesas perseguiam duas galés espanholas,  San Juan e Jacinto, que já estavam afundando. Sem ter para onde escapar e com o vendaval soprando contra eles, a única opção era os comandantes encalharem perto de Nieuwpoort. No final, ambas as galeras conseguiram chegar à segurança desse porto. Outra galé conseguiu escapar dos holandeses e ingleses por tempo suficiente, mas também acabou naufragando na costa francesa perto de Calais. A galé San Luis, que transportava o próprio Spinola e seus trinta e seis baús, tentou chegar a Dunquerque, mas como a maré estava baixa, ela foi forçada a esperar além de um banco de areia. Dez navios holandeses caíram sobre San Luis, mas Spinola conseguiu navegar entre os navios holandeses e chegou a Dunquerque. Com isso a batalha terminou e um bloqueio holandês foi formado para impedir a fuga de Spinola.

## Consequências

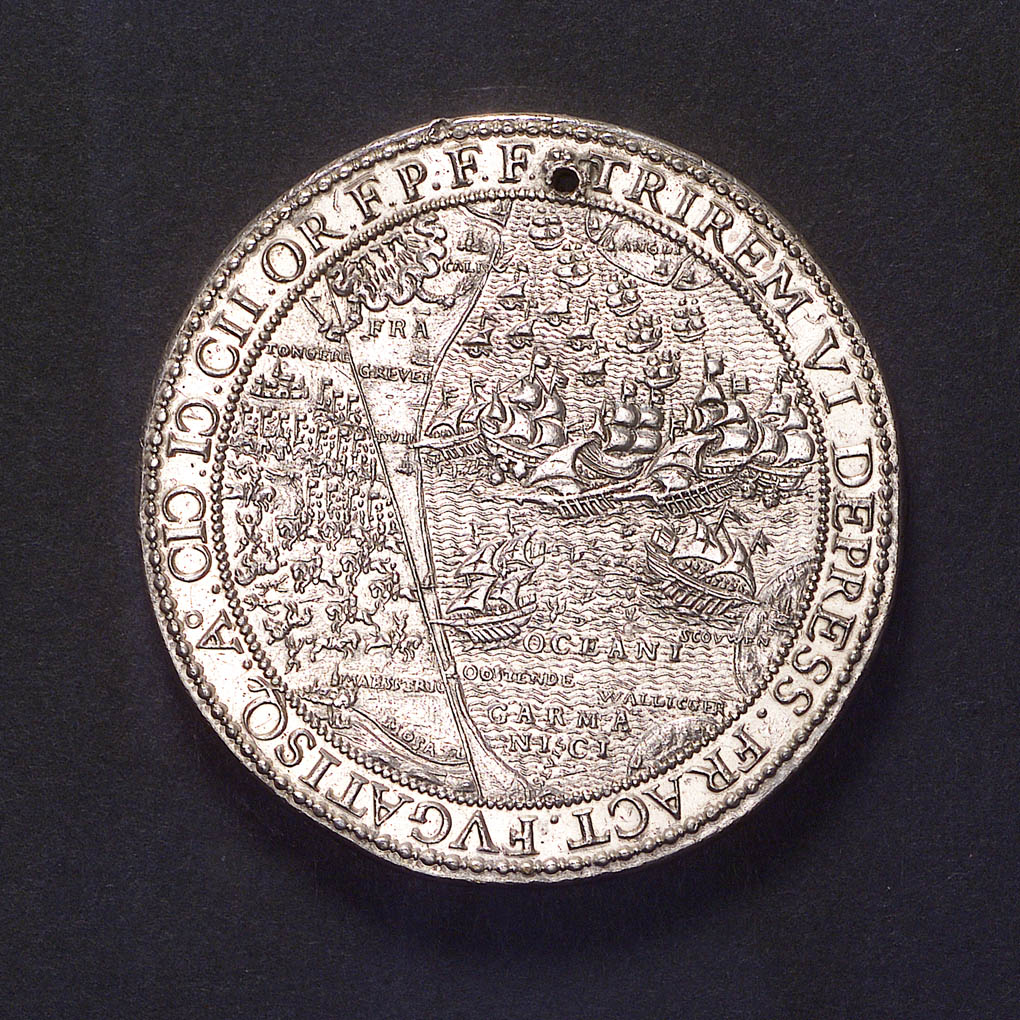
Medalha comemorativa da "ação nas Areias de Goodwin, 1602". Museu Marítimo Nacional.

As baixas foram excepcionalmente pesadas para os espanhóis. Duas galés afundaram com todos os homens, talvez com mais de 2.000 mortos, feridos ou capturados. Em Calais, a galé destruída foi cortada e usada como lenha pelos franceses, a tripulação espanhola foi capturada e os escravos foram libertados. As baixas para holandeses e ingleses foram leves, com alguns navios não sofrendo nenhuma baixa. Dois navios holandeses foram danificados no abalroamento ocorrido, mas o resto dos navios holandeses sofreram apenas danos menores.  Os navios ingleses não sofreram nenhum dano, exceto um mastro quebrado no Sanson devido ao vendaval. A batalha mostrou claramente a diferença entre galeões e galés, em particular a inutilidade de uma galé do tipo mediterrâneo nas águas do norte. A transição na guerra, juntamente com a introdução de canhões de ferro fundido muito mais baratos na década de 1580, provou ser o "sinal de morte" para a galé de guerra como um navio militar significativo.
Mansell foi recompensado por sua participação na vitória e nomeado Vice-Almirante dos Mares Estreitos, em comemoração ao nome da batalha. Van Duyvenvoorde e Cant receberam correntes de ouro honorárias das Províncias Unidas. Quanto a Spinola, conseguiu salvar metade das galéss, pois as duas que chegaram a Nieuwpoort logo conseguiram juntar-se ao San Luis em Dunquerque.ref name="Villa"/> De lá, os três navios navegaram sem serem molestados para Sluis, onde Spinola com suas cinco galés ainda representava uma ameaça para a navegação inglesa e holandesa. Tanto os ingleses como os holandeses foram gradualmente capazes de ganhar a supremacia nos mares, não apenas dentro e ao redor do Canal da Mancha, mas em todas as águas europeias. Como resultado, Spinola seria derrotado novamente e mortalmente ferido na Batalha de Sluis pelas forças holandesas que o bloqueavam, em uma tentativa de fuga. A morte de Spinola e a subsequente rendição de Sluis aos holandeses em 1604, encerraram os sonhos dele e de Filipe III, além dos temores ingleses de uma invasão da Inglaterra por galés a partir de Flandres.